# Paul Viollet
Paul Marie Viollet (Tours, 24 de octubre de 1840– París, 22 de noviembre de 1914)fue un historiador francés. 

## Biografía
Después de trabajar en su ciudad natal como secretario y archivista, en 1866 se trasladó a París, donde primero trabajó para el Archivo Nacional y más tarde se convertiría en bibliotecario de la Facultad de Derecho.En 1890 fue nombrado profesor de derecho civil y canónico en la École Nationale des Chartes.
Su trabajo se centra principalmente en la historia del Derecho e instituciones. Sobre este tema publicó dos valiosos libros: Droit public: Histoire des institutions politiques et administratives de la France (1890-98) y Précis de l'histoire du droit français (1886).Fue fundador del Comité católico por la defensa del Derecho, que surgió como una reacción al anticlericalismo de la "Ligue des droits de l'homme" ("Liga de los derechos del hombre"),con la que colaboró en un principio.
Ha sido descrito como «dreyfusista».